# Миядзава, Юки
Юки Миядзава (яп. 町田瑠唯 Миядзава Юки) (род. 2 июня 1993, Иокогама, Канагава, Япония) — японская баскетболистка, играющая на позиции тяжёлый форвард в сборной Японии и в турнире WJBL за команду «Фудзицу Ред Вейв».

## Биография
Юки Миядзава посещала среднюю школу Канадзава Сого и играла за команду школы.
В январе 2020 году перед Олимпийскими играми в Токио во время тренировочного сбора национальной команды получила травму колена, не участвовала в международных матчах, но в связи с переносом Олимпиады на 2021 год успела восстановиться.

## Карьера

### Молодёжные сборные
- 2009 год в свой первый год обучения в средней школе она был приглашена в сборную, представлять Японию на первом Чемпионате Азии среди девушек до 16 лет, где завоевала серебряную медаль и путёвку на Чемпионат мира девушек до 17 лет.
- 2010 году на первом Чемпионате мира ФИБА среди девушки до 17 лет Юки Миядзава была лидером команды во всех 8 играх и заняла 5 место. Проводила на площадке в среднем 35,3 минуты за игру, набирала 21,6 очка за игру, 9,2 подбора и 2 передачи за игру[2].
- В 2011 году, она училась в третьем классе средней школы и участвовала в первом турнире Баскетбол 3х3 Чемпионате мира до 18 лет завоевав бронзовые медали[3].

### Профессиональная карьера

#### WJBL
После окончания школы в 2012 году начинает играть на профессиональном уровне за команду «JX-Eneos Подсолнухи»
Играя за команду «JX-Eneos Подсолнухи» получила награды:
- «Лучшая пятёрка сезона» (номинация форвард) 2014—2015, 2016—2017, 2017—2018, 2018—2019, 2019—2020 (5 раза)
- MVP плей-офф WJBL 2018—2019 (1 раз)
- MVP Кубок императрицы 2018 и 2019 (2 раза)

В 2021 году она перешла в «Fujitsu Красная волна».

### Сборная Японии по баскетболу
- В 2013 году была приглашена представлять основную сборную Японии на Чемпионате Азии 2013 в Бангкоке и выиграла с командой турнир через 43 года после первой победы Японии в 1970 году.
- Чемпионат мира по баскетболу среди женщин 2014 в Турции Юки не имела игрового времени.
- Победитель Чемпионата Азии 2015 в Китае.
- Олимпийских играх 2016 в Рио-де-Жанейро, Бразилия. Сборная Японии дошла до ¼ финала[4].
- Победитель Чемпионата Азии 2017 в Индии. Среднем за игру 10,3 очка, 4,7 подбора и 1,5 передачи за 23,3 минуты[5].
- 9-е место Чемпионат мира по баскетболу среди женщин 2018
- Победитель Чемпионата Азии 2019 в Индии. Лидер команды в среднем за игру 12,8 очков и 9 подборов за 27,1 минуты. В 4 играх турнира по 3 очковым броскам показатель 42,9 % забросила 12 из 28 бросков. Индивидуальной наградой стало попадание в 5 лучших игроков турнира[6].
- Серебряный олимпийский призёр игр 2020 года в Токио в среднем 20,8 минуты за игру, забивала 11,5 очков и 4,2 подбора за игру. В 6 играх турнира по 3 очковым броскам показатель 43,2 % забросила 19 из 44 бросков[7].